# Závislost (psychologie)
Závislost je stav, kdy je někdo podmíněn nějakou okolností nebo situací, a není si vědom toho, že ji potřebuje ke své existenci. Živé organismy jsou závislé na dostatku kvalitní potravy, vody, vzduchu atd. Závislostí na osobě se rozumí obvykle závislost na její péči, lásce nebo přítomnosti (např. za normálních okolností je malé dítě závislé na svých rodičích).

## Příčiny a následky závislosti
Velice často je závislost způsobena tím, že člověku něco nahrazuje (např. přejídáním je velice často potlačována osamělost, smutek, sebelítost). Závislost jako taková pak přináší únik (např. při požití alkoholu nemyslí dotyčný člověk na věci, které ho sužují, nicméně při kocovině nebo i po následném vystřízlivění se dotyčný zpravidla cítí ještě mnohem hůře a osaměleji, než kdyby vůbec nepil, alkohol tak jako každá jiná návyková látka nebo závislost na ní řešení problémů jen odkládá a dlouhodobě tak více škodí než pomáhá). Závislost na návykové látce nebo osobě zpravidla vzniká tak, že je člověk původně nezdravě závislý (nebo spoluzávislý, případně též zřetězeně závislý – podrobněji viz) na rodiči nebo rodičích, tuto závislost dosud nepřekonal a kompenzuje si ji návykovou látkou nebo nezdravou závislostí na jiné (náhradní) osobě (tzv. únik nebo útěk od řešení problému do vztahu), např. partnerovi nebo někom, kdo v jeho očích alespoň na počátku vztahu splňuje představu dobrého rodiče nebo osoby, která by mu dala to, co mu jeho rodiče neposkytli nebo neposkytují. Velmi nepříznivé pro vývoj dítěte je, když ho emočně nevyzrálá matka nebo otec, kteří sami zatím svou nezdravou závislost na svých rodičích nepřekonali a kteří o dítě pečují, udržují (podobně jako je jejich rodiče nebo jeden z rodičů) manipulativním způsobem výchovy v nezdravé závislosti na nich třeba až do jeho pozdní dospělosti. Podobně nezdravé je, když jeden z rodičů udržuje manipulativním způsobem v nezdravé závislosti druhého z rodičů a dítě později tento rodičovský model chápe jako "normální" a uplatňuje ho v dospělosti i ve své rodině, když se sám stane rodičem.

## Závislá porucha osobnosti
Člověk, který je extrémně závislý na okolí, může trpět závislou poruchou osobnosti (F60.7 dle MKN-10), dříve nazývanou též osobnost astenická (pozn.: astenie = celková tělesná slabost), osobnost neadekvátní, osobnost pasivní, osobnost poraženecká, jejímiž charakteristickými znaky jsou:
- ponechávání odpovědnosti za důležitá životní rozhodnutí osobám, na nichž je postižený závislý, podřizuje jim vlastní potřeby, neochota mít na tyto osoby jakékoli požadavky
- přehnané obavy, že bude opuštěn a nebude schopen se o sebe postarat
- pěstuje závislé vztahy, rychle se sbližuje, přilne
- postižený se cítí bezmocný, neschopný, bez životní síly
- vnitřní přesvědčení a logika: "Jsem bezmocný. Kdybych se spoléhal na sebe, selhal bych. S pomocí druhých přežiji, budu šťastný apod. Potřebuji druhé, aby mi stále dodávali podporu a odvahu. Druzí by se o mě měli postarat."

## Patologická závislost
V jednom z psychiatrických významů je závislost nekontrolované nutkání opakovat své chování bez ohledu na jeho dlouhodobé důsledky.

### Příčiny
Vznik závislosti je pravděpodobný u většiny látek nebo chování, které přímo způsobují intenzivní pocit úlevy a potěšení nebo zbavují bolesti. Pokud je však tento přínos spojen s výraznými škodami na zdraví nebo na společenských vztazích a pokud člověk ztrácí schopnost přínosy a rizika racionálně zvažovat, jde o patologickou závislost.
Závislosti na prožitcích způsobují hormony, které se uvolňují bezprostředně při vykonávané činnosti či přítomností objektu závislosti:
- adrenalin – hormon uvolňovaný strachem je zodpovědný za krátkodobě v organizmu zvýšenou aktivitu. Urychluje srdeční tep, zvyšuje rozklad glykogenu na jednodušší monosacharidy, ale také roztahuje cévy v kosterních svalech a zvyšuje tak jejich okysličování. Návyk může také způsobovat pocit úlevy při kriminálním chování, běhu, kradení, násilí, hraní, testování, apod.
- noradrenalin – hormon umožňující tělu překonávat krátkodobou zátěž a zvýšenou aktivitu
- dopamin – neurotransmiter zodpovědný za vnitřní motivaci, který způsobuje šťastné pocity při dosažení cíle a zároveň může vyvolávat určitou závislost. Tento neurotransmiter působí přímo na vegetativní nervovou soustavu, při jeho zvýšené hladině jsou tedy znatelné fyziologické příznaky jako např. zrychlený srdeční tep nebo zvýšený krevní tlak.
- serotonin – neurotransmiter podílející se na vzniku nálad. Jeho zvýšená hladina vyvolává šťastné pocity, zatímco při jeho nedostatku se projevuje podrážděnost a deprese. Zároveň ale také ovlivňuje příjem potravy a cyklus spánku a bdění, jeho zvýšená či naopak snížená hladina proto může způsobovat poruchy spánku a příjmu potravy.
- testosteron – hormon podílející se na zvýšení sexuální touhy, vzrušení, žádostivosti a odměňování orgasmem.

Závislosti na látkách
Psychoaktivní droga (též psychotropní nebo omamná látka, často nepřesně droga nebo návyková látka) je chemická látka primárně působící na centrálně nervovou soustavu, kde mění mozkové funkce a způsobuje dočasné změny ve vnímání, náladě, vědomí a chování. Například hormon dopamin může být také ve velkém množství uvolňován drogami (hlavně amfetaminy), kvůli čemuž se pocit zamilovanosti často přirovnává k drogovému opojení. Časté užívaní psychoaktivních návykových látek může vést ke vzniku fyzické či psychické závislosti.

### Příznaky
Za příznaky patologické závislosti ve vztahu k psychoaktivní látce je považováno: [zdroj?]
- Chuť (bažení, tzv. craving) vůči předmětu závislosti
- Vytlačování a zanedbávání jiných potřeb, např. přátel, koníčků…
- Snížené sebeovládání specificky ve vztahu k předmětu závislosti, tj. například užívání látky i přes jasné vědomí její škodlivosti
- Zvyšování tolerance – osoba „snese“ čím dál větší množství a účinek je ve vztahu k množství čím dál menší, takže se zvyšuje potřeba
- Abstinenční příznaky po vysazení

### Typy podle předmětu závislosti

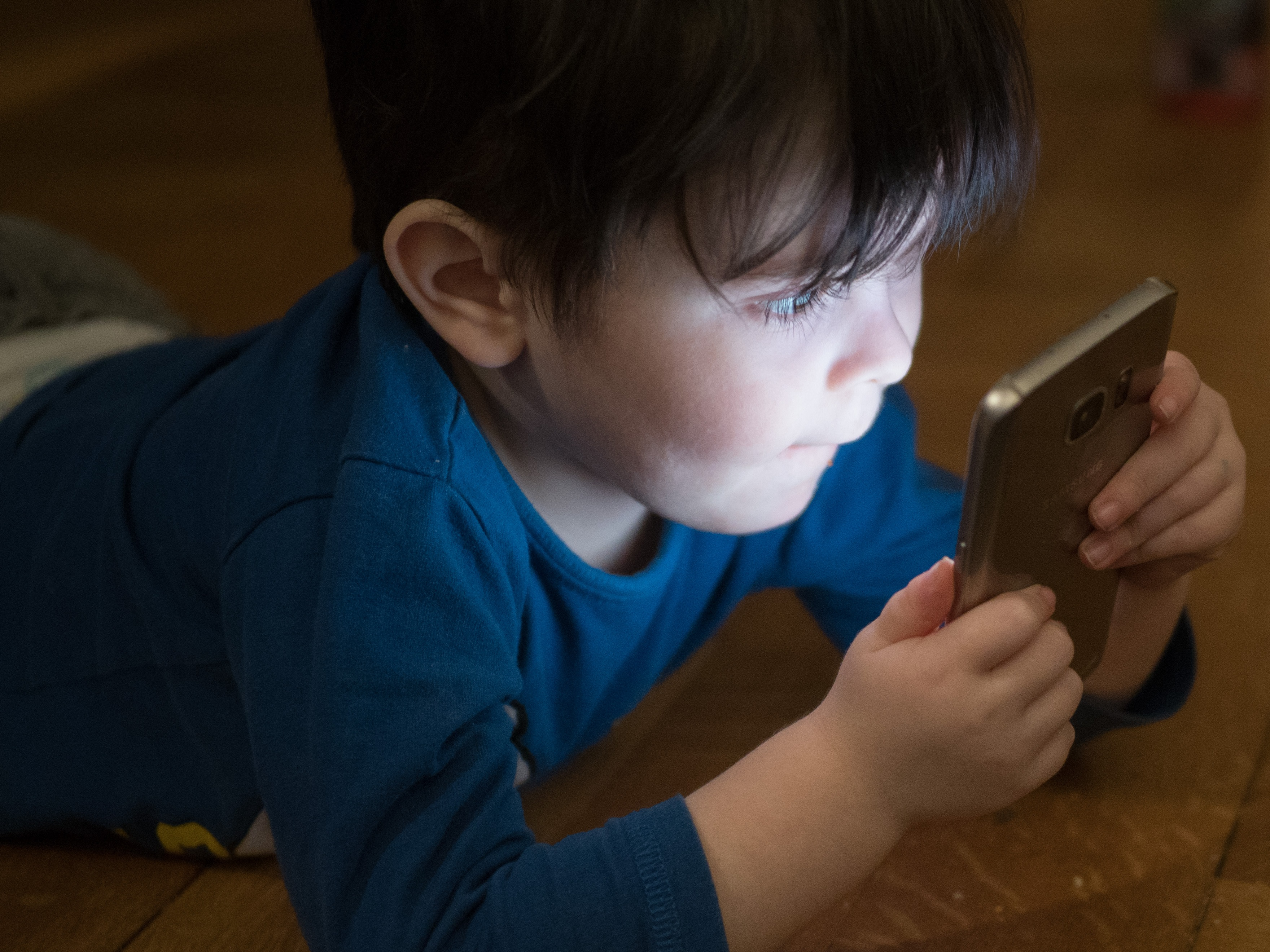
Smartphone – jedna z možných závislostí

- Závislost na psychoaktivních látkách (drogách, psychofarmakách) – viz drogová závislost
- Alkoholismus (závislost na alkoholu)
- Nikotinismus  (závislost na nikotinu)
- Závislost na lécích
- Závislost na činnosti (Workoholismus)
- Závislost na moderních technologiích (mobily, pc….)
- Patologické hráčství (gambling) – potřeba hrát hry (hazardní, závislá osoba musí jít do nějakého rizika, pouhé "hraní her" ji neuspokojí)
- Kleptomanie – potřeba krást
- Hypersexualita – nymfomanie, satyriáza
  - Závislost na pornografii
- Patologická závislost na osobě
  - Žárlivost
  - Limerence (přitažlivost k druhé osobě)

Existuje také závislost na informacích.

### Označení závislé osoby
Osoba, která je závislá, se lidově nazývá „závislák“. Osoba závislá na drogách je narkoman či toxikoman, neslušně i feťák. Osoba užívající tabák (nikotin), látky obsažené v cigaretách a zpravidla na nich závislá je kuřák. Osoba závislá na pití alkoholických nápojů je alkoholik. Osoba závislá na práci je workoholik. Osoba závislá na hazardních hrách je gambler.

### Odstranění závislosti
Klasické odstranění je metodou odpírání. Dotyčný se učí, jak se vyhnout rizikovému chování. Velice často je to spojeno s celkovou změnou životních návyků, prostředí a lidí, se kterými se dotyčná osoba schází. Další možností je odstranění příčin, tedy odkrytí toho, co dané osobě činnost přináší, nahrazuje, a řešení problému, před kterým utíká, drogy. Adiktologická léčba zahrnuje komplexní péči o celistvou osobu tzv. holistický přístup. Léčba obsahuje adiktologickou diagnostiku, motivační rozhovory, podpůrnou psychoterapii, lékařskou péči, sociální podporu a prevenci relapsu.